# Rubena
Rubena est une commune d'Espagne dans la communauté autonome de Castille-et-León, province de Burgos. Elle s'étend sur 9,77 km2 et comptait environ 182 habitants en 2011.